# 雷壽榮
雷寿荣（1880—?），字葆康，在宗教界則稱其「雷保康」，日本方面的介紹則有譯為「伯康」。湖北武昌县人。北洋政府以及汪精衛政權官員。

## 生平
清末時由湖广总督张之洞選中留学日本，先後進入东京成城学校和东京陆军士官学校學習。為日本士官學校中國留學生班第五期步兵科，1908年畢業後返國，在畢業生會考中成績優異，授步兵科舉人。
在日本留學期間，雷壽榮結識黃興，加入中國同盟會，返國後派任廣西陸軍小學堂監督，但因對於校內親革命黨的言論過於縱容招致廣西巡撫張鳴岐質疑，使他遭到張鳴歧關押，後逐出廣西新軍。
在離開廣西至中華民國成立之前，雷壽榮並無政府職務，與他同時遭關押逐出廣西的孔庚在當時作為革命黨工作人員在北京周邊活動，雷壽榮應也是類似經歷。中華民國成立後的同年5月，雷壽榮進入北京國民政府任北洋政府参谋本部第二局局长，主管國防計畫事宜。因此職務，同年12月雷壽榮晉升陸軍少將，民國三年（1914）晉升陸軍中將。此後雷壽榮都在北京政府參謀本部任職，民國四年（1915）10月調任第一局擔任局長，民國十一年（1922）回任第二局局長職務，民國十五年（1926）6月曾暫代參謀本部次長一職，直到1928年6月国民革命军进入北京，並解散北京國民政府管理的參謀本部，雷寿荣此後轉任國民政府第三編遣區辦事處委員協助南京國民政府進行裁軍，但裁軍計畫隨著內戰再起無疾而終，隨著編遣區辦事處解散，雷壽榮離任，轉任國民政府軍事委員會北平分會委員。不過在塘沽協定談判後，雷壽榮曾被任命為華北戰區接收委員，並與關東軍參謀長小磯谷昭、副參謀長岡村寧次等會談。在秦土協定時，雷壽榮也是陪同秦德純與日軍交涉並參與訂約的參謀之一，此外因其留學日本之背景，與何應欽關係良好。
除了軍職業務，雷壽榮在宗教界的活動也相當積極，民國五年（1916）成立的北京道德學社，雷壽榮列名總幹事，師承段正元。此外，雷壽榮亦加入黎元洪創設的民社，顯示其與同為湖北籍的黎元洪關係密切。
七七事件爆發後，雷寿荣隨即與日本方面進行緊密合作，出任平津聯合治安維持會秘書。並跟隨日軍從北平南下武漢，出任湘鄂贛三省地方維持會指導部部長，後轉任汪精衛開辦的大楚報報社社長。武漢特別市政府成立後，雷寿荣任參議兼保安訓練院長以及武漢青年協會會長。後又任武漢參議府副議長。1940年3、4月間，何佩瑢想組建共和黨，並邀請雷寿荣出任副總裁。雷寿荣擔心副總裁有名無實，要求設立幹事長，但遭到何佩瑢拒絕。於是兩人出現爭執，最終雷寿荣被解除一切職務。後又擔任湖北省政府參事。不久回到北平，出任華北供銷合作總社理事。最終在北平去世。